# Antiquarium (München)

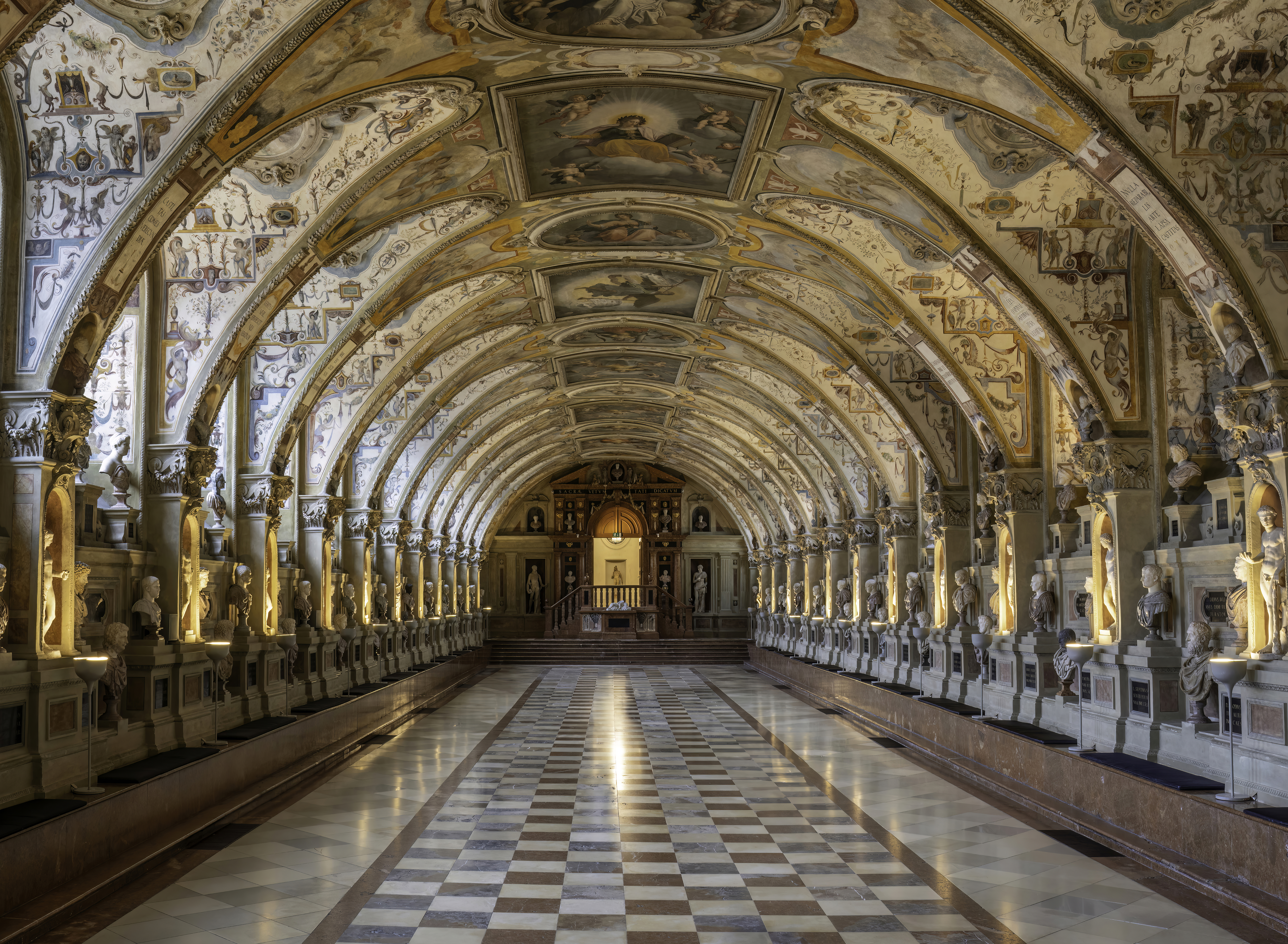
Das Antiquarium, eines der ältesten Renaissance-Gewölbe Europas

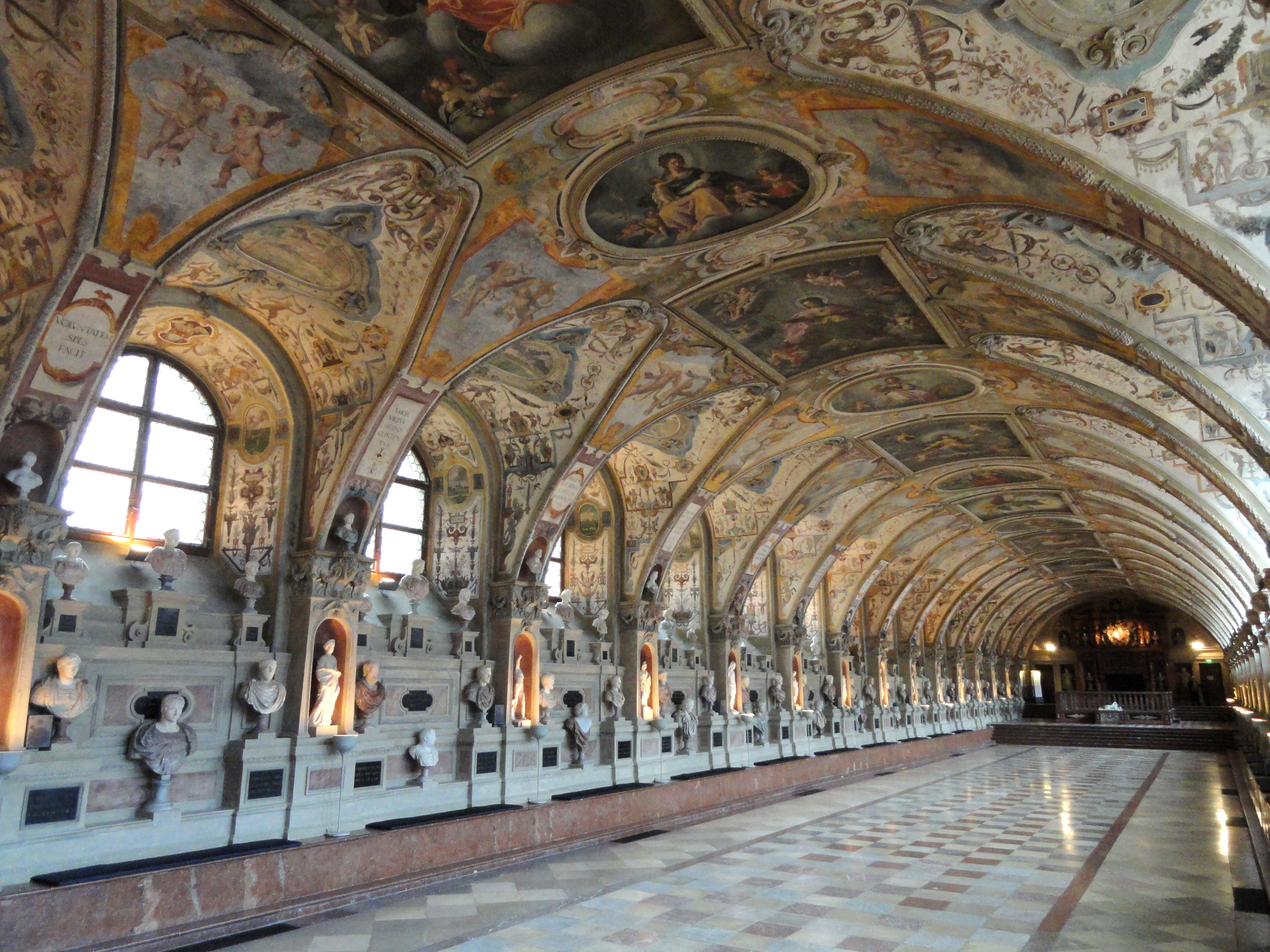
Seitliche Ansicht auf die Figurensammlung

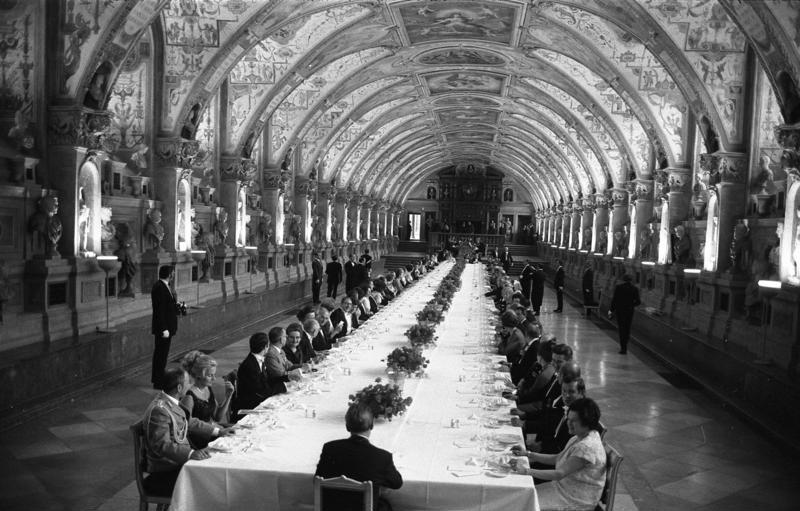
Staatsbesuch des belgischen Königspaares im Antiquarium am 29. April 1971

Das Antiquarium wurde zwischen 1570 und 1571 zur Aufnahme der herzoglichen Antikensammlung im Erdgeschoss und Bibliothek im Obergeschoss als Erweiterung der Münchner Residenz errichtet. Später wurde das Erdgeschoss zu einem Festsaal mit Bildprogramm und das Obergeschoss zu Wohnräumen umgestaltet. Der Bau stellt einen der bedeutendsten erhaltenen Sammlungsbauten der Renaissance dar.

## Architektur
Der Erdgeschosssaal des Antiquariums gilt mit 69 Metern Länge als der größte Renaissancesaal nördlich der Alpen. Das durchlaufende Tonnengewölbe wird von den Stichkappen der 17 Fensterpaare ausgehöhlt und so transparent.

## Geschichte
Die Residenz in der Münchner Innenstadt war als Stadtschloss Sitz der bayerischen Herzöge, Kurfürsten und Könige. Herzog Albrecht V. ließ dort ab 1568 auf der Grundlage von Ideen des aus Mantua stammenden Jacopo Strada einen freistehenden, zweigeschossigen Bau für seine umfangreiche Skulpturensammlung (im Erdgeschoss) und Bibliothek (im Obergeschoss) konzipieren. 1570 beauftragte der Herzog auch Simon Zwitzel mit Entwürfen, wobei Zwitzel seine Expertise im Bau weitgespannter Gewölbe mit Eisenarmierungen einbrachte. Eine Schnittzeichnung Zwitzels (mit den Initialen S Z), die die Bautechnik des Gewölbes zeigt, ist noch erhalten und wurde 1988 identifiziert. Das heute noch bestehende Gewölbe für den Erdgeschossraum war eine anspruchsvolle technische Leistung in seiner Zeit. Die Bauausführung selbst zwischen Juni 1570 und Ende 1571 leitete von Amts wegen der herzogliche Hofbaumeister Wilhelm Egckl.
Später (nach 1580) übernahm Friedrich Sustris die Ausschmückung des Erdgeschosssaals des Antiquariums und die heute noch erhaltene Ausmalung wurde begonnen. Die reiche Ausmalung durch Künstler wie Hans Donauer den Älteren, Alessandro Scalzi, genannt Padovano, Peter Candid und Antonio Maria Viviani mit 102 Ansichten altbairischer Städte konnte erst um 1600 vollendet werden.

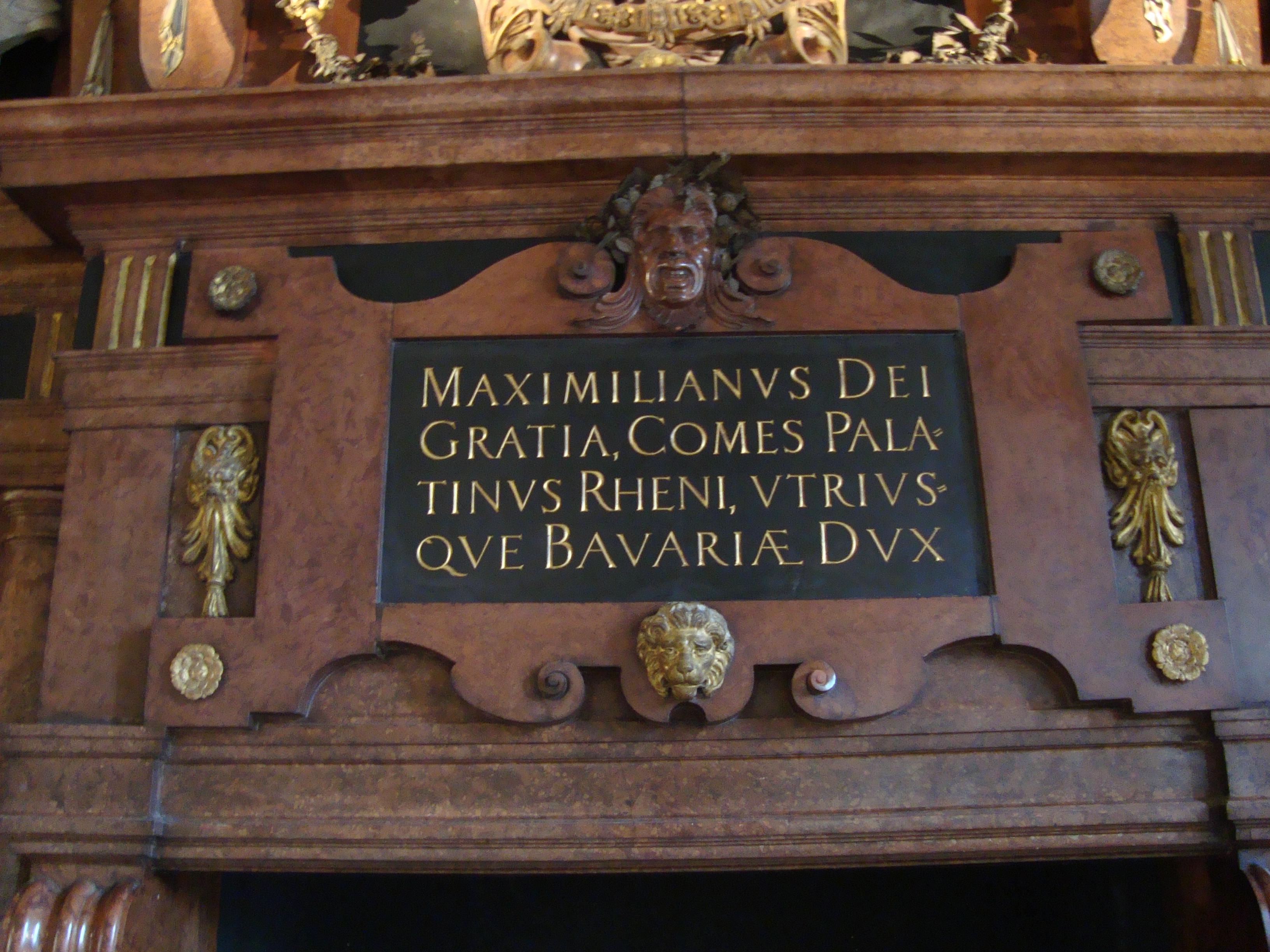
Erinnerungsinschrift an den Umbau 1600 über dem Kamin der Kopfwand

1600 wurde ein weiterer Umbau des Ergeschosssaals vorgenommen, um die Funktion als Festraum zu unterstützen, aber auch um eine neue Auswahl der Antiken nach einem neuen Konzept zu ermöglichen. Damals wurde der Boden auf das heutige Niveau tiefergelegt. Die Umgestaltung wurde mit der Neugestaltung der Kopfwände im neuen Stil des Hans Krumpper abgeschlossen, wie die dort angebrachte Jahreszahl 1600 verkündet.

## Kriegszerstörung und Wiederherstellung
Im Zweiten Weltkrieg wurde das Gewölbe durch eine Sprengbombe in der Mitte zum Einsturz gebracht. Noch schwerwiegender war die in den Folgejahren eindringende Feuchtigkeit, die die Deckenmalerei stark zerstörte. Nachdem die Gewölbelücke geschlossen und wieder Dächer auf dem Gebäudetrakt errichtet worden waren, wurde das Antiquarium unter Leitung von Otto Meitinger wieder aufgebaut. Der Saal wird wieder für Empfänge der bayerischen Staatsregierung und für Konzerte genutzt. Er ist Teil des Residenzmuseums.